# Pierrepont Manor (Nueva York)
Pierrepont Manor es un lugar designado por el censo (en inglés, census-designated place, CDP) ubicado en el condado de Jefferson, estado de Nueva York, Estados Unidos. Según el censo de 2020, tiene una población de 212 habitantes.

## Geografía
La localidad está ubicada en las coordenadas 43°44′20″N 76°3′47″O / 43.73889, -76.06306 (43.738846, -76.062967).